# 미녀는 괴로워 (뮤지컬)
미녀는 괴로워는 대한민국의 뮤지컬이다. 2006년에 개봉된 미녀는 괴로워를 뮤지컬화하였다.

## 출연진

### 2008년
- 한상준 역 : 송창의
- 강한별 역 : 바다, 윤공주
- 이공학, 거북동자 역 : 김성기
- 최사장 역 : 한성식
- 박수경 역 : 유정민
- 한별아빠 역 : 정동석
- 앙상블 : 김비비, 연보라, 김용현, 함승현, 이시유, 한선화, 황석진, 최소영, 최비야, 구본근, 박경동, 박세준, 심홍섭, 이민준, 김가연, 문다영, 박선정

### 2011년
- 한상준 역 : 이종혁, 오만석
- 한별/제니 역 : 전혜선, 바다, 박규리
- 이공학 역 : 김태균, 이병준, 임형준
- 최사장 역 : 송영규, 안성빈
- 아미 역 : 이시유
- 멀티맨 역 : 정동석